# بوب بوخ
بوب بوخ (بالإنجليزية: Bob Buch)‏ هو سياسي أمريكي، ولد في 24 يوليو 1949 في فوند دو لاك في الولايات المتحدة. حزبياً، نشط في الحزب الديمقراطي. وقد انتخب عضو مجلس نواب ألاسكا.